# Max Jobst
Max Jobst (* 9. Februar 1908 in Ebrach; vermisst seit Januar 1943 in Stalingrad) war ein deutscher Komponist.

## Leben

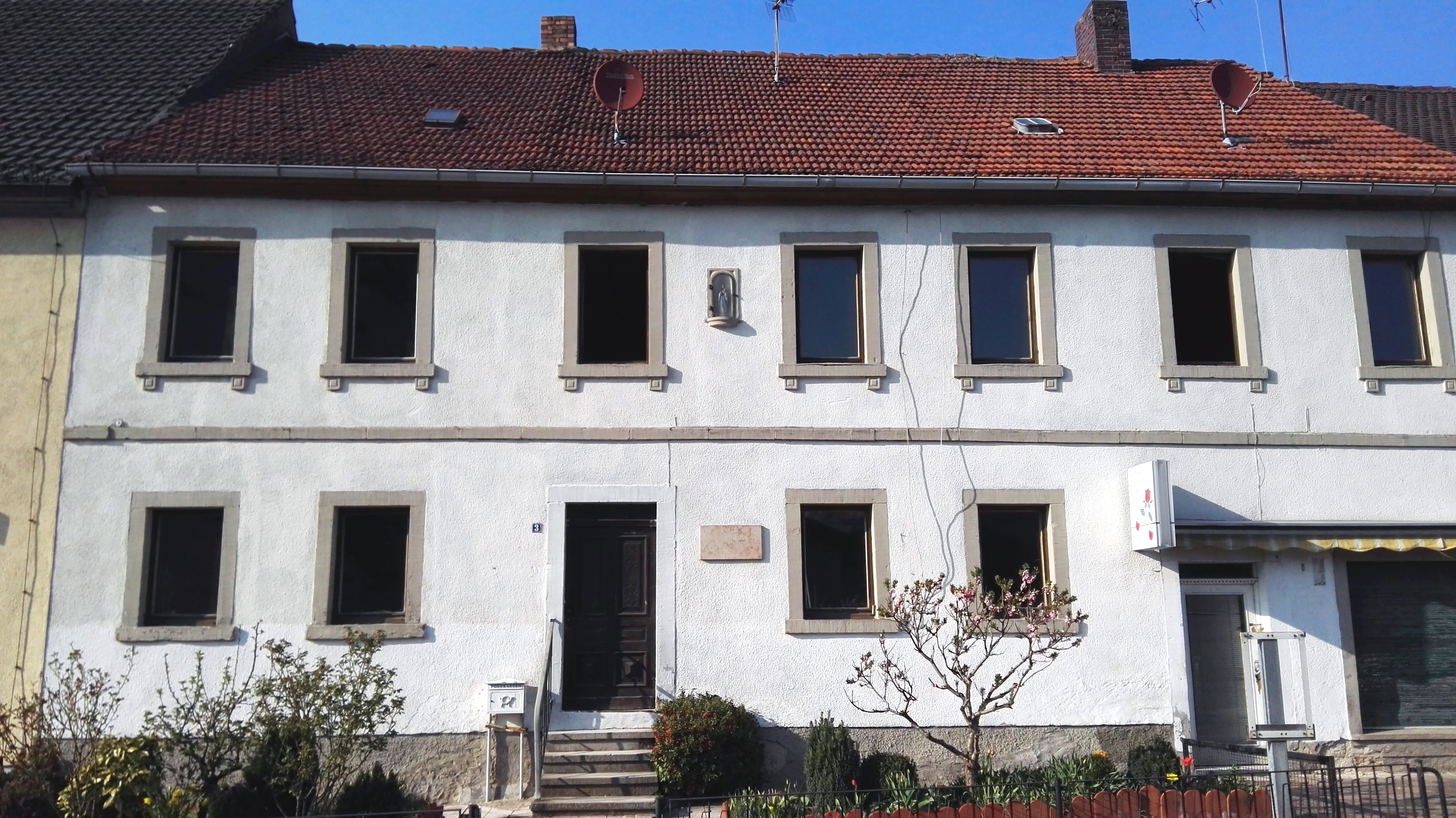
Geburtshaus des Komponisten Max Jobst in Ebrach

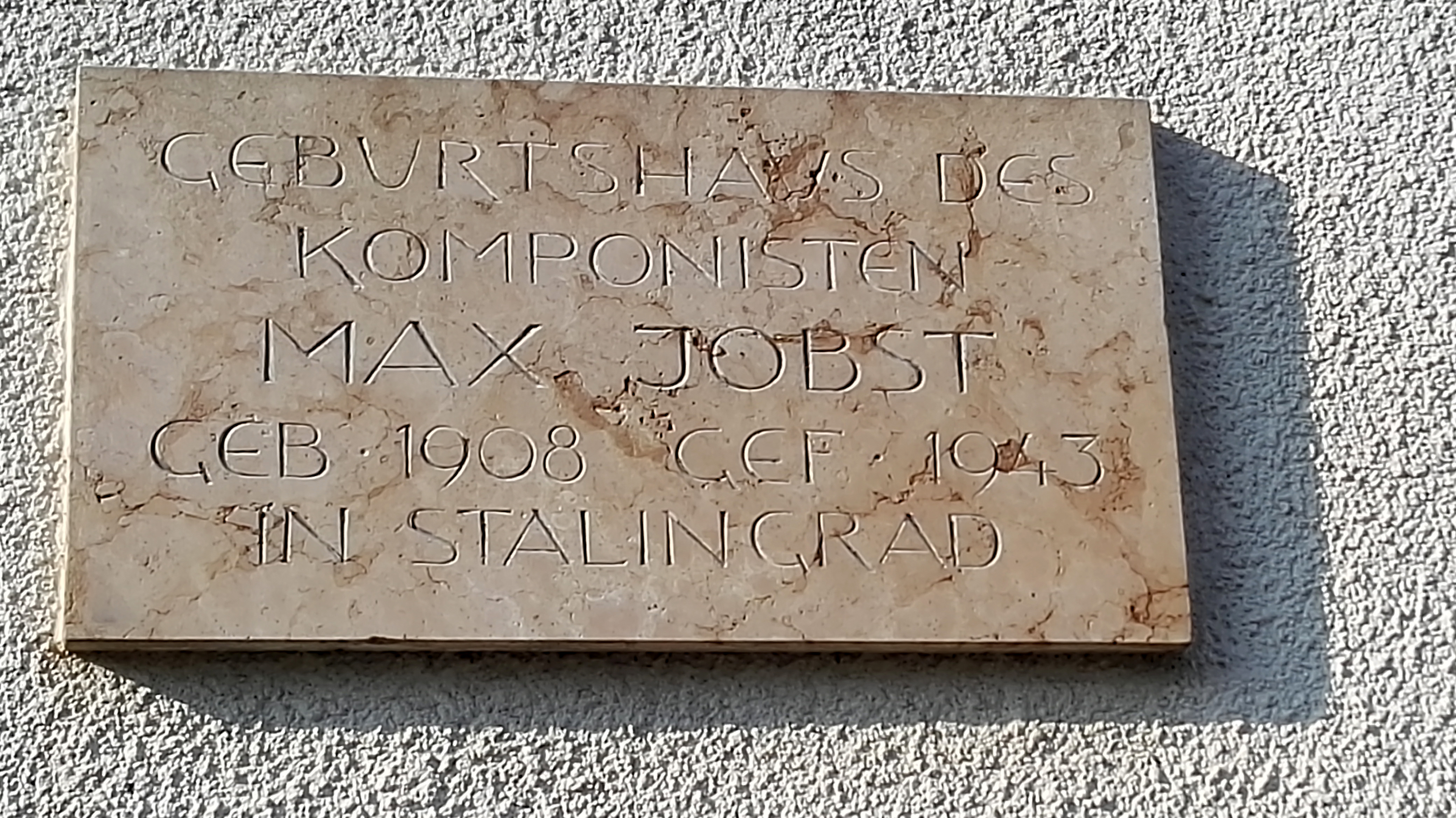
Gedenktafel am Geburtshaus des Komponisten Max Jobst in Ebrach

Von 1921 bis 1926 war Max Jobst Schüler am Amberger Lehrerseminar, dem heutigen Max-Reger-Gymnasium. Ab 1926 war Jobst als Student an der Kirchenmusikschule Regensburg immatrikuliert. Ab 1926 besuchte er zu weiteren kirchenmusikalischen Studien die Akademie der Tonkunst in München, wo er zusätzlich die Fächer Komposition und Klavier belegte. Jobst war dort Schüler von Ludwig Berberich und Gottfried Rüdinger; außerdem besuchte er die Meisterklasse von Joseph Haas. Im Jahr 1932 erhielt er seine erste Anstellung als Chorregent an der Stadtpfarrkirche in Tirschenreuth. Später übernahm Jobst die Chorregentenstelle in Regensburg-Reinhausen. Am 22. Juni 1937 beantragte er die Aufnahme in die NSDAP und wurde rückwirkend zum 1. Mai desselben Jahres aufgenommen (Mitgliedsnummer 4.277.317).
77 Werke aus der Hand von Max Jobst sind erhalten geblieben. Seine erste Komposition entstand im Jahr 1921. Der Großteil seines kompositorischen Schaffens entstammt den Jahren 1931 bis 1940. Eine Reihe seiner geistlichen und weltlichen Kompositionen aus dieser Zeit wurde gedruckt und über verschiedene Verlage einem breiten Interessentenkreis zugänglich. Im Jahr 1940 wurde Max Jobst zum Militärdienst einberufen. Aus dem Krieg gegen die Sowjetunion kehrte er nicht mehr zurück.

## Musikalische Einordnung
Der Hauptakzent der Kompositionen von Max Jobst liegt auf Kompositionen für Chor a cappella je zur Hälfte mit geistlichen und weltlichen Texten, von denen heute 28 Werke überliefert sind. Einen ebenfalls deutlichen Akzent setzen die Klavierwerke und Klavier begleiteten Liederzyklen. Sie bezeugen die intensive Auseinandersetzung des Komponisten mit diesem Instrument. Einem Kriegsbericht aus Stalingrad zufolge soll er auf einem aus einem brennenden Haus geborgenen Flügel auf der Straße musiziert haben. Ferner sind Kompositionen für Orgel erhalten.
Einer seiner prominentesten Fürsprecher war der Kölner Musikprofessor Heinrich Lemacher, dem auch die bis heute regelmäßig aufgeführte Messe „Christus vincit“ für Chor a cappella zugeeignet ist.
Die bislang aufgefundenen Kompositionen Jobsts werden in der Bayerischen Staatsbibliothek München gesammelt.

## Werke (Auswahl)
- Adoramus te
- Arioso für Violine und Orgel 1933.
- Ave Maria
- Benedictus es Domino
- Drei Adventlieder
- Drei Weihnachtslieder
- Ein Mensch: Heitere Madrigale
- Es sungen drei Eingel
- Gesänge zur Betsingmesse
- Jesu dulcis memoria 1951
- Justus ut palma
- Maria Wiegenlied
- Missa Christus vincit 1938. Werner Pees (Hrsg.), Bamberger Dommusik 2015.
- Missa Hemma
- Morgenstern der finstren Nacht
- Musik für Streichorchester und Klavier (1939)
- Orgelpartita Mitten im Leben op. 13
- Schönstes Kindlein – Die Engel und die Hirten – Morgenstern der finst‘ren Nacht
- Zwei Pange lingua

## Tonträger
- Max Jobst – ein Komponistenportrait. Regensburger Musikedition.